# Завод азотних добрив у Фергані
Завод азотних добрив у Фергані – виробничий майданчик, який діє на сході Узбекистану.
Робота майданчику почалась у 1962-му із запуском виробництва слабкої нітратної кислоти та аміачної селітри. В подальшому ввели в дію:
- в 1964, 1968 та 1982 роках три черги виробництва аміаку, який є базовою сировиною як для нітратної кислоти, так і для аміачної селітри;
- в 1968-му другий комплекс з виробництва слабкої нітратної кислоти та аміачної селітри;
- в 1985-му виробництво карбаміду (продукт реакції аміаку та діоксиду вуглецю).
Наразі річна проєктна потужність майданчику становить 475 тисяч тонн аміаку, 396 тисяч тонн нітратної кислоти, 530 тисяч тонн аміачної селітри і 400 тисяч тонн карбаміду. Також майданчик може продукувати 45 тисяч тонн аміачної води та 132 тисячі тонн азотно-фосфорного добрива.
Як сировину для виробництва аміаку використовують природний газ, що може надходити до Фергани по трубопроводах Північний Сох – Фергана та Ходжиабад — Фергана.
У 2023-му оголосили, що понад 90 % акцій заводу придбаває сінгапурська компанія Indorama (за умови забезпечення гарантій поставки головної сировини – природного газу).